# Carcabà

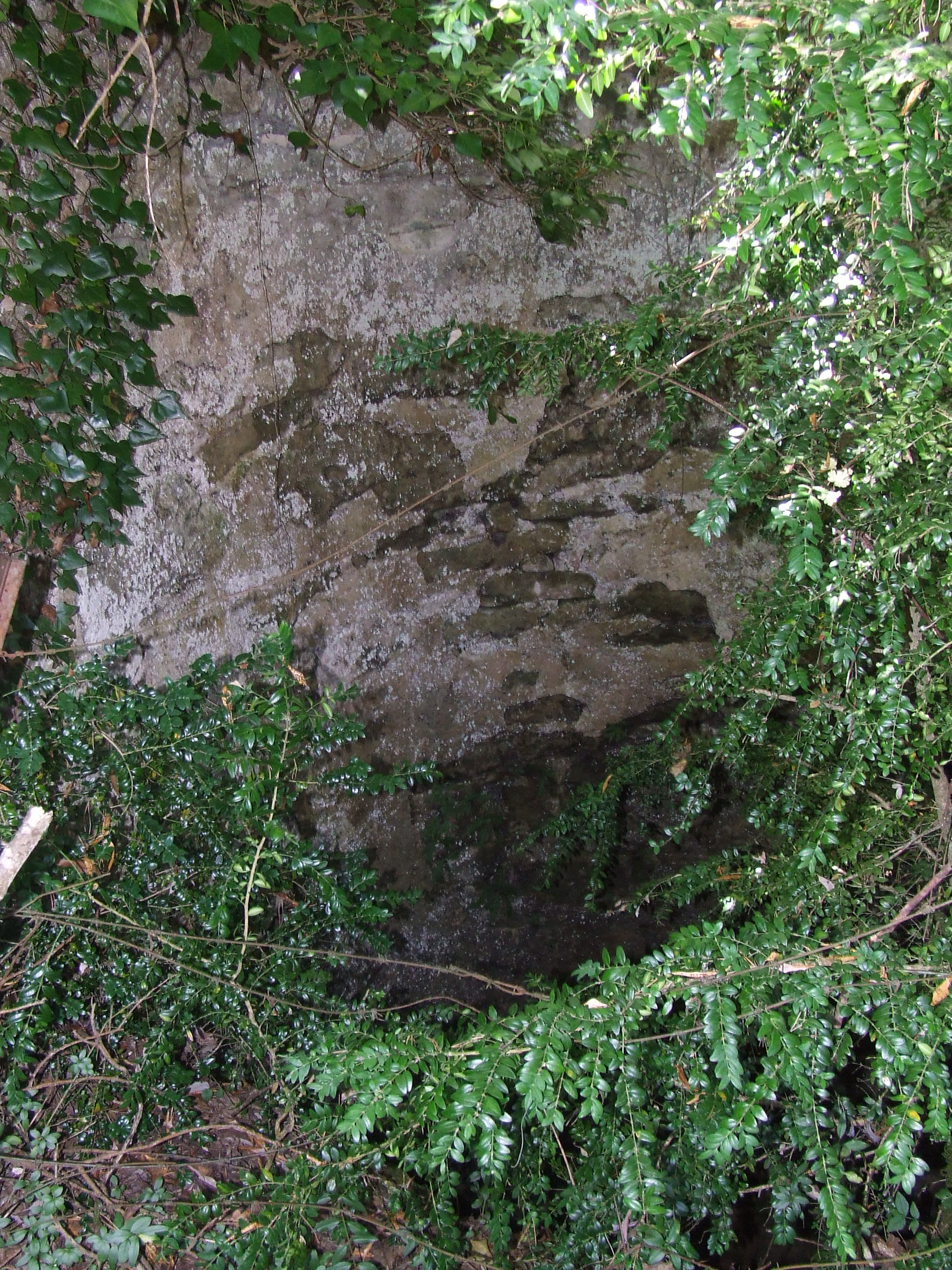
Pou d'entrada de l'aigua al carcabà del Molí Nou del Bosc, a Castellcir

El carcabà (del grec kákkabos) era una habitació o passadís situat sota l'obrador del molí. Conté el rodet o roda horitzontal que fa moure l'arbre -i la nadilla que encaixa amb la mola volandera- i que és mogut per l'aigua que li cau al damunt amb força, provinent de la canal, del cup o de la bassa. En alguns llocs també rep el nom de cacau.